# Broken Bones
Broken Bones es el undécimo álbum de estudio de la banda estadounidense de hard rock y heavy metal Dokken, publicado el 21 de septiembre de 2012 en Europa y el 25 del mismo mes en los Estados Unidos por el sello Frontiers Records. Además es el primer y único disco con el bajista Sean McNabb. Durante la primera semana de su lanzamiento en el mercado estadounidense vendió alrededor de 2600 copias y alcanzó el puesto 173 en los Billboard 200, el lugar 12 en la lista Top Hard Rock Albums y la posición 39 en los Top Independent Albums.
En la misma fecha de publicación del álbum, el sello Frontiers lanzó un paquete especial que consiste en un CD y DVD, Este último formato cuenta con treinta minutos de imágenes de las grabaciones del disco.

## Lista de canciones
| N.º | Título                                  | Escritor(es)              | Duración |  |
| 1.  | «Empire»                                | Dokken, Levin             | 3:33     |  |
| 2.  | «Broken Bones»                          | Dokken, Levin             | 4:54     |  |
| 3.  | «Best of Me»                            | Dokken, Levin             | 4:18     |  |
| 4.  | «Blind»                                 | Dokken, Levin             | 3:23     |  |
| 5.  | «Waterfall»                             | Dokken                    | 2:48     |  |
| 6.  | «Victim of the Crime»                   | Dokken                    | 4:30     |  |
| 7.  | «Burning Tears»                         | Dokken, Levin             | 4:41     |  |
| 8.  | «Today» (versión de Jefferson Airplane) | Marty Balin, Paul Kantner | 4:20     |  |
| 9.  | «For the Last Time»                     | Dokken, Levin             | 2:58     |  |
| 10. | «Fade Away»                             | Dokken, Levin             | 3:46     |  |
| 11. | «Tonight»                               | Dokken, Levin             | 4:57     |  |

| Pista adicional solo en edición europea |                         |          |  |
| N.º                                     | Título                  | Duración |  |
| 12.                                     | «Can't Fight This Love» |          |  |

## Músicos
- Don Dokken: voz
- Jon Levin: guitarra eléctrica
- Sean McNabb: bajo
- Mick Brown: batería